# Smear

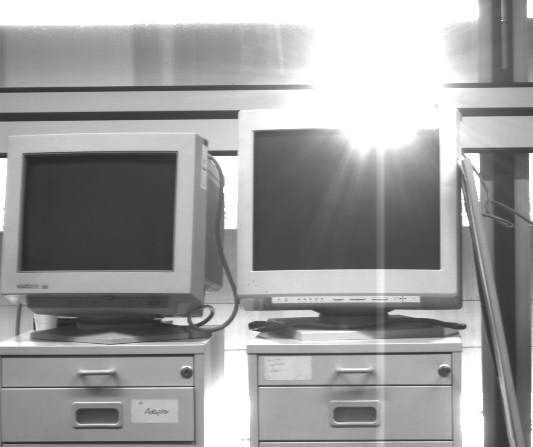
Smear (senkrechter, weißer Strich unter der Lichtquelle). Hier ebenfalls zu sehen: Blooming.

Als Smear oder auch Smear-Effekt (engl. smear „Schmieren“) bezeichnet man bei digitalen Kameras weiße Streifen im Bild, die bei besonders hellen Lichtquellen im Bildbereich auftreten. Wenn die Lichtquelle eine ausreichende Geschwindigkeit besitzt, verlaufen diese Streifen in einem entsprechenden Winkel zur Senkrechten. Hat die Lichtquelle keine Eigengeschwindigkeit, sind sie selbst senkrecht. Anhand dieses „Smear-Winkels“ sind Rückschlüsse auf die Geschwindigkeit möglich. Die Ursache dafür ist die Art der Bildauswertung bei CCD-Sensoren. Die zwei üblichsten Verfahren sind „Frame-Transfer“ und „Interline-Transfer“.

## Smear bei Frame-Transfer
Bei der Frame-Transfer-Struktur liegt unterhalb der lichtaktiven Pixelfläche noch einmal ein gleich großer Bereich, der nicht belichtet wird. Die elektrischen Ladungen der einzelnen Pixel werden rasch Zeile für Zeile nach unten transportiert, bis das Bild (also die elektrischen Ladungen aller einzelnen Pixel) vollständig im abgedeckten Bereich liegt. Von dort aus wird das Bild dann Zeile für Zeile ausgelesen. Bei dem Transport der Ladungen in den abgedeckten Pixelbereich werden alle Pixel, die am Abbild der intensiven Lichtquelle „vorbeikommen“, für eine kurze Zeit mitbelichtet. Dadurch ergibt sich der senkrechte Strich.

## Smear bei Interline-Transfer
Bei der Interline-Transfer-Struktur liegt neben jeder Pixelspalte zusätzlich eine Spalte von abgedeckten (also nicht lichtaktiven) Transportregistern (daher auch engl. interline). Die in den lichtempfindlichen Pixeln angesammelte Ladung wird nach der Belichtung in die Transportregister geschoben und von dort aus dann Zelle für Zelle weitertransportiert und ausgelesen. Die Transportregister sind im Prinzip auch lichtempfindlich, allerdings durch lichtundurchlässiges Material (Metall) abgedeckt. Durch Beugung und Streuung kann trotzdem Licht in die Transportregister gelangen. Beim Vorbeischieben der Ladungspakete an einem stark belichteten Bereich des CCD-Sensors werden also zusätzliche Ladungsträger eingesammelt.

## Gegenmaßnahmen
Wenn eine Belichtung während des Ladungstransports verhindert wird, tritt kein „Smear“ auf. Dies kann z. B. durch einen mechanischen Verschluss erreicht werden.
Bei Kameras mit CMOS-Sensor tritt dieser Effekt nicht auf, da hier jedes Pixel direkt ausgelesen wird, also die Ladungen vor dem Auslesen nicht verschoben werden.

## Abgrenzung zum Blooming-Effekt
Der Smear-Effekt ist nicht mit dem Blooming-Effekt zu verwechseln, der auch zu einem hellen, meist jedoch in der Länge begrenzten Streifen führt. Blooming beruht auf einem Ausfließen überschüssiger Ladungsträger während der Belichtung, hingegen liegt die Ursache für Smear im Auslesen des Bilds nach der eigentlichen Belichtung (manchmal auch im „Ausleeren“ der Speicherzellen vor der Belichtung).